# NGC 5656
NGC 5656 је спирална галаксија у сазвежђу Волар која се налази на NGC листи објеката дубоког неба.
Деклинација објекта је + 35° 19' 17" а ректасцензија 14h 30m 25,4s. Привидна величина (магнитуда) објекта NGC 5656 износи 11,9 а фотографска магнитуда 12,7. Налази се на удаљености од 60,8000 милиона парсека од Сунца. NGC 5656 је још познат и под ознакама UGC 9332, MCG 6-32-53, CGCG 192-34, IRAS 14283+3532, PGC 51831.